# August z Prima Porta
August z Prima Porta – marmurowy posąg cesarza Oktawiana Augusta, odnaleziony w 1863 roku w willi jego żony, Liwii, w Prima Porta, na północ od Rzymu. Posąg ma wysokość 2,04 metra. Do dziś zachowały się ślady polichromii. Obecnie znajduje się w zbiorach Muzeów Watykańskich.

## Opis

### Główna postać
Główna postać ubrana jest w krótką tunikę, na której nosi pancerz zapinany na ramionach skórzanymi paskami. Płaszcz (paludamentum) naczelnego wodza owinięty jest wokół bioder i przerzucony przez lewe ramię. Prawa ręka jest uniesiona do góry w geście przemawiania lub wydawania rozkazu. Postać opiera ciężar ciała na prawej nodze i ukazana jest w kontrapoście, co nadaje sylwetce dynamiki i naturalności. Mimo wojskowego stroju nie nosi obuwia. Twarz przedstawiona jest bez zarostu, gładka, o klasycznych rysach. Możliwe, że w lewej ręce trzymała pierwotnie włócznię lub sceptron.

### Małe dziecko
Przy prawej nodze głównej postaci znajduje się małe dziecko ze skrzydełkami, które wyciąga lewą rękę wzdłuż nogi dorosłego i sprawia wrażenie, jakby próbowało coś pochwycić. Dziecko siedzi na delfinie ukazanym w pozycji nurkowania. Za dzieckiem umieszczono podpórkę rzeźby.

### Pancerz

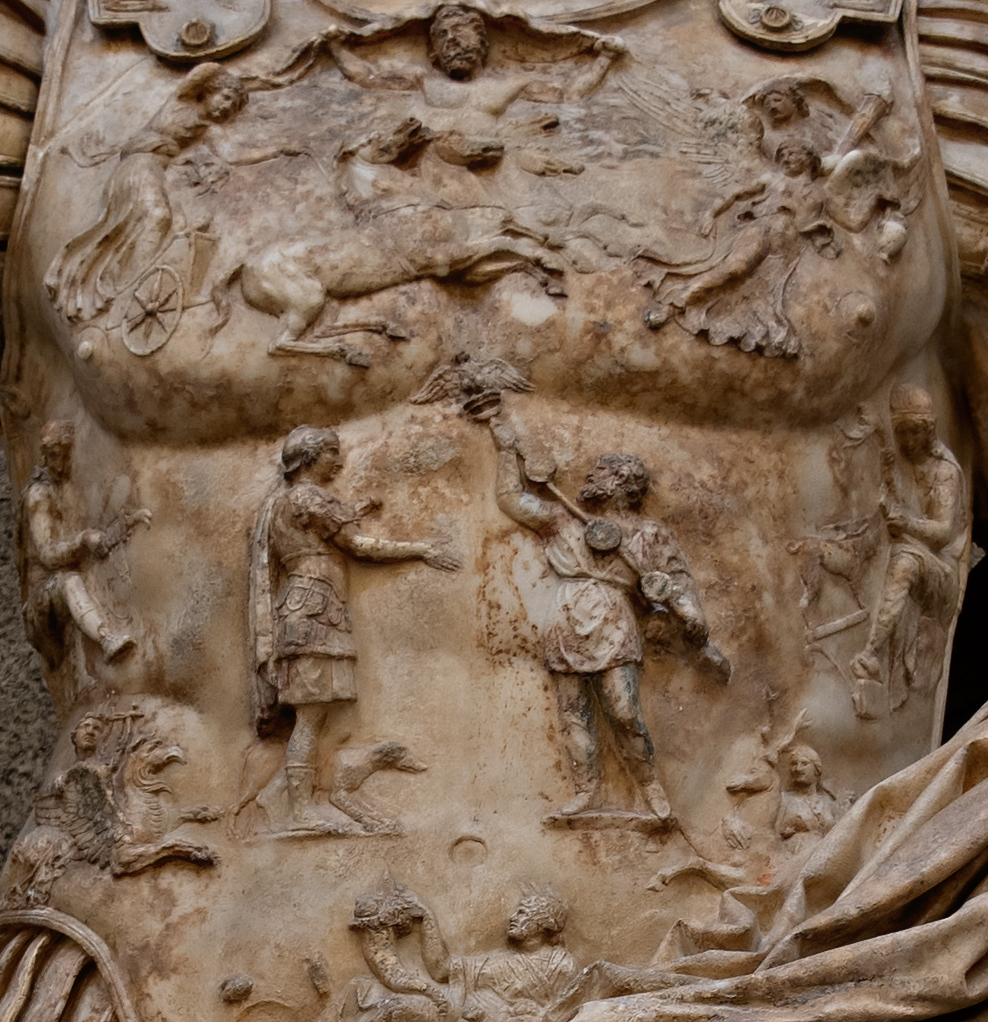
Napierśnik

Pancerz cesarza jest bogato zdobiony, z licznymi scenami symbolicznymi i mitologicznymi. W górnej części (na skórzanych pasach) znajdują się przedstawienia dwóch sfinksów – po jednym na każdy pas. Poniżej, w centralnej części napierśnika, widoczny jest brodaty mężczyzna z rozpostartymi ramionami, jakby podtrzymujący półkolisty element dekoracyjny.
Na prawej piersi ukazano mężczyznę jadącego rydwanem, natomiast na lewej – kobietę trzymającą pochodnię (widoczną od piersi w górę), którą częściowo zasłania inna kobieta, dzierżąca dzban.
W okolicy splotu słonecznego znajduje się orzeł spoczywający na drzewcu – symbol legionu. Drzewiec skierowany jest ku górze i środkowi kompozycji. Trzyma go brodaty mężczyzna stojący po prawej stronie, zwrócony w stronę centrum. Ubrany jest w spodnie, tunikę (lub chiton) i buty. Po lewej stronie symetrycznie ukazano innego mężczyznę, odzianego w płaszcz lub pelerynę, zbroję oraz obuwie wojskowe. Postać ta wyciąga przed siebie prawą rękę, a u jej boku widoczny jest prawdopodobnie pies.
Po bokach obu mężczyzn znajdują się kobiece postacie w pozycji lamentu. Prawa trzyma pustą pochwę, smoczą trąbkę i ogon dzika, natomiast lewa wyposażona jest w pochwę z mieczem.
W dolnej części kompozycji, centralnie, przedstawiono leżącą kobietę z rogiem obfitości w ręku – symbolizującą prawdopodobnie dostatek i płodność. Po lewej stronie, nieco wyżej, widoczny jest mężczyzna jadący na gryfie z instrumentami muzycznymi, natomiast po prawej – kobieta siedząca na łani, trzymająca pochodnie.

## Interpretacja
Powszechnie przyjmuje się, że główna postać przedstawia Oktawiana Augusta. Strój cesarza oraz wyciągnięta prawa ręka sugerują, że ukazany jest w momencie przemawiania do żołnierzy. Ustawienie ciała w kontrapoście oraz sugestia ruchu mogą być inspirowane słynnym posągiem Doryforosa autorstwa Polikleta. Brak obuwia interpretowany jest jako znak heroizacji. Alternatywnie, w połączeniu z motywem delfina i ułożeniem płaszcza, brak butów może symbolizować postać stojącą w wodzie.
Przy nodze cesarza widoczny jest mały chłopiec ze skrzydłami – najprawdopodobniej Kupidyn, co w połączeniu z delfinem odnosi się do mitycznego pochodzenia rodu julijskiego od Wenus. Stanowi to dodatkowy dowód identyfikujący postać jako Augusta.
Bogato zdobiony pancerz zawiera liczne sceny alegoryczne. W górnej części widoczna jest postać identyfikowana jako Jowisz lub Caelus podtrzymujący sklepienie niebieskie. Towarzyszą mu bóstwa niebiańskie: po lewej Sol, jadący rydwanem po niebie, oraz Luna, trzymająca pochodnię, częściowo zasłonięta przez Aurorę z dzbanem – symbolem porannej rosy.
Centralna scena przedstawia króla Partów lub jego wysłannika oddającego orły legionowe rzymskiemu oficerowi, Augustowi lub Marsowi Ultorowi („Mścicielowi”). Zwrot orłów, utraconych w bitwie pod Carrhae w 53 roku p.n.e., miał miejsce w 20 roku p.n.e. w wyniku negocjacji prowadzonych przez Augusta. Posąg musiał więc powstać po tej dacie. Po bokach sceny znajdują się postacie dwóch płaczących kobiet – alegorie podbitych ludów. Jedna, pozbawiona miecza, symbolizuje lud całkowicie pokonany; druga, uzbrojona, reprezentuje lud jedynie podporządkowany. Kobieta z trąbą smoczą i ogonem dzika interpretowana bywa jako personifikacja zachodnich Celtów.
Niżej umieszczono przedstawienia Apolla (po lewej) i Diany (po prawej). Rozpoznawalni są głównie dzięki zwierzętom, na których siedzą – zgodnie z tradycją greckiej ikonografii. Diana trzyma pochodnię (zamiast łuku), co dodatkowo wiąże ją z boginią Luny.
W dolnej części kompozycji, centralnie, znajduje się postać identyfikowana jako Ceres lub Tellus, dzierżąca róg obfitości, będąca symbolem urodzaju i dobrobytu.

## Znaczenie
Rzeźba uznawana jest za marmurową kopię pierwotnego posągu wykonanego z brązu. Głowa Augusta z Prima Porta stała się wzorcem dla późniejszych portretów cesarza. Jej rysy są idealizowane, co stanowi odejście od naturalizmu charakterystycznego dla przedstawień z okresu republiki rzymskiej. Styl ten, typowy dla epoki Augusta, zapoczątkował nowy kanon estetyczny w sztuce rzymskiej.
Posąg miał prawdopodobnie charakter propagandowy, służąc afirmacji władzy cesarskiej oraz idei pokoju rzymskiego. Przedstawienie władcy jako wodza przemawiającego do armii stało się odtąd wzorcem w ikonografii cesarskiej i było wielokrotnie powielane w kolejnych epokach.